# Guerra economica
La guerra economica è un tipo di conflitto ibrido, focalizzato sull'impiego di strumenti commerciali, finanziari, industriali e legali, che ha come obiettivo l'indebolimento e/o la distruzione dell'economia dello stato avversario.
Le guerre economiche possono essere totali o settoriali: settoriali se i belligeranti circoscrivono il conflitto a segmenti specifici, come il divieto di esportare una categoria di bene o la militarizzazione di un'intera industria, totali se coinvolgono una pluralità di settori e hanno natura sfaccettata.
Le politiche e le misure tipiche delle guerre economiche includono gli acquisti preclusivi, i dazi, il disinvestimento, il congelamento di beni, la sospensione di aiuti allo sviluppo e linee di credito, la speculazione finanziaria, gli embarghi, le sanzioni economiche e le svalutazioni competitive.

## La storia della guerra economica
Uno dei primi a parlare di guerra economica nel senso in cui la si intende oggi è stato l’ex Consigliere del Presidente francese Georges Pompidou, Bernard Esambert, che nel 1991, ossia paradossalmente proprio all’inizio del decennio di relativa pace nei rapporti internazionali seguito al crollo dell’Urss e precedente l’attacco alle Torri gemelle di New York, pubblicò un’opera controcorrente per l’epoca. Fin dalle prime pagine La guerra economica mondiale sfatava il mito allora in costruzione di un mondo multilateralista e pacifico sotto l’egida dell’Onu. In un contesto di economia globalizzata quale potenzialmente si presentava all’indomani della caduta del comunismo e del conseguente ingresso di un consistente numero di economie nazionali sul mercato globale, l’antico colonialismo territoriale si trasformava in conquista delle tecnologie più all’avanguardia e dei mercati più redditizi  .
Alla violenza delle armi si sostituirebbe dunque una lotta a suon di prodotti e servizi, la cui esportazione costituisce il mezzo a disposizione di ogni nazione per cercare di vincere questa guerra di tipo nuovo, in cui le imprese costituiscono gli eserciti e i disoccupati le vittime. L’origine di questa guerra è da ricercare nella confluenza di tre rivoluzioni, di cui ricostruiremo qui di seguito la cronologia.
Si è visto come il concetto di guerra economica non sia di recente definizione. La sua forma contemporanea, tuttavia, può essere fatta risalire all’immediato secondo dopoguerra e, più precisamente, alla firma degli accordi del Gatt nel 1947, evento che pone le basi (regolamentate) della competizione commerciale multilaterale allo scopo di favorire la liberalizzazione del commercio mondiale. L’ambito originario dell’accordo era comunque di portata limitata, dal momento che restarono esclusi sia il settore primario sia il settore terziario, divenuti oggetto di discussione dei negoziati solo a cavallo del passaggio di millennio; inoltre, anche la logica dei blocchi e il contesto geopolitico della Guerra fredda limitavano le rivalità economiche, evidenziando maggiormente la necessità della solidarietà interna fra le varie economie di mercato piuttosto che prese di posizione a difesa di singoli prodotti e/o settori industriali. Questa situazione di relativo equilibrio viene scossa nel 1991 dalla caduta del blocco comunista, che lascia il posto al modello capitalista (e in particolare alla sua forma neoliberista) come unico sistema economico funzionante a livello mondiale. Non solo gli ex Paesi comunisti vengono integrati a poco a poco nell’economia mondiale (l’ingresso della Cina nell’Omc, istituzione nata dal Gatt, è del 2001, quello della Russia del 2011), ma anche i Paesi del cosiddetto terzo mondo spingono per accedere ai mercati globali: è il trionfo della globalizzazione, iniziata negli anni Settanta  con le prime misure di deregolamentazione e il nuovo scenario politico-economico di un mondo non più diviso in due.

### Nell'era contemporanea
La terza rivoluzione che ha portato all’attuale contesto di guerra economica in cui gli Stati in costante competizione fra loro mirano ad accaparrarsi risorse di ogni genere (non solo materie prime, dunque) è di tipo teorico, per non dire ideologico . È possibile parlare, infatti, di un ritorno al mercantilismo, ovviamente con sembianze moderne, nella misura in cui la potenza si esprime principalmente sotto forma di esportazioni. Nelle parole di Bernard Esambert, “esportare è l’obiettivo della guerra economica e della sua componente industriale” perché “significa occupazione, stimolo, crescita. La posta in gioco è conquistare la maggior parte possibile [dei mercati mondiali]”. Non è difficile riconoscere la stretta correlazione esistente fra volume delle esportazioni e potenza economica nella classifica dei principali Paesi esportatori, che vede sul podio la Germania (che da sola detiene il 9,5% delle esportazioni mondiali) seguita da Cina e Stati Uniti, oltre alle principali potenze del G7 (Giappone, Francia, Italia, Regno Unito e Canada) e ad alcuni Paesi emergenti (Corea del Sud, Russia, Hong Kong e Singapore) fra le prime quindici posizioni. Anche fra i principali Paesi importatori, d’altra parte, ritroviamo le massime potenze economiche mondiali come Stati Uniti, Germania, Cina, Giappone, Regno Unito, Francia, Italia, Canada, Spagna, Hong Kong, Corea del Sud e Singapore, segno dunque del ruolo fondamentale che, più in generale, rivestono gli scambi ai fini delle considerazioni sulla potenza economica.
È dunque un nuovo trionfo degli Stati sovrani come protagonisti delle relazioni internazionali quello evidenziato da questa tendenza neo-mercantilista, che di fatto scredita in parte le tesi del loro indebolimento progressivo e inevitabile in epoca di globalizzazione. Il politologo Edward N. Luttwak esprime bene questa concezione quando afferma che nell’arena degli scambi mondiali dove si vedono americani, europei, giapponesi e altre nazioni sviluppate cooperare e rivaleggiare allo stesso tempo, le regole nel complesso sono cambiate. Quale che sia la natura o la giustificazione delle identità nazionali, la politica internazionale rimane dominata dagli Stati (o da associazioni di Stati come la Comunità Europea), i quali si basano sul principio del “noi” in opposizione all’ampio insieme formato dagli “altri”. Gli Stati sono delle entità territoriali delimitate e protette da confini gelosamente rivendicati e spesso ancora sorvegliati. Anche se non pensano a rivaleggiare militarmente, anche se cooperano quotidianamente in decine di organizzazioni internazionali o di tutt’altro tipo, gli Stati restano fondamentalmente antagonisti.
La fine della Guerra fredda, come già evidenziato precedentemente, è lo snodo cruciale che ha rimesso al centro delle relazioni internazionali i singoli Stati, anche se gli anni Novanta, con l’apparente trionfo del multilateralismo, sembravano affermare il contrario. Infatti, proprio nel momento in cui, da un lato, si dava impulso alla creazione di un’Organizzazione mondiale del commercio orientata al libero scambio e garante di rapporti equi e paritari fra Stati in ambito commerciale, dall’altro lato, risultavano indeboliti, o addirittura svuotati di significato, i legami di solidarietà che univano i membri del blocco occidentale, che da alleati diventavano così concorrenti. Questa lettura viene interpretata da alcuni critici della nozione di “guerra economica” come il risultato della mancanza generale di cultura economica nella società, tale da favorire l’individuazione di nemici e colpevoli esterni per le oscillazioni più o meno brusche dell’economia interna. In realtà, questa visione dipende piuttosto da un rinnovato impulso della volontà di potenza degli Stati: è una pura espressione irrazionale e non coincide esattamente con l’interesse generale.
Il cambiamento interpretativo emerso in concomitanza con questa congiuntura storica è fortemente legato alla pubblicazione di alcune opere (tuttavia non disponibili in traduzione italiana) da parte di economisti e analisti politici particolarmente influenti, prima fra tutte Head to Head: The Coming Battle among America, Japan and Europe (1992) di Lester Thurow, stimato studioso delle conseguenze della globalizzazione, il quale ha ricevuto fin dagli anni Sessanta la considerazione del governo statunitense. Del Segretario del Lavoro degli Stati Uniti durante la presidenza di Bill Clinton, Robert Reich, è invece The Work of Nations (1993), opera di analisi della concorrenza fra le nazioni, e dello stesso tenore è fin dal titolo A Cold Peace: America,  Japan,  Germany  and  the  Struggle for the Supremacy (1992) di Jeffrey Garten, anch’egli divenuto membro della prima amministrazione Clinton come Sottosegretario di stato per il commercio estero. Tutti questi lavori, scritti da uomini di Stato e decisori politici che hanno imposto, fra gli altri, la “diplomazia degli affari” dell’era Clinton, hanno contribuito a plasmare l’odierna accezione di guerra economica grazie alle loro descrizioni dell’economia mondiale in termini di scontri fra Stati.
D’altra parte, per quest’ultimi si trattava di una esigenza particolarmente pressante: l’unico modo di  riaffermare la loro supremazia soprattutto nei confronti delle multinazionali, che sembravano essere le uniche padrone e detentrici del controllo dell’economia mondiale. È ancora una volta Luttwak a suggerire un’interpretazione di quest’improvvisa conversione delle élite al dogma della guerra economica, suggerendo ai burocrati europei e giapponesi, come a quelli americani, l’idea che la geo-economia sia l’unico sostituto possibile dei ruoli diplomatici e militari del passato: infatti, sarebbe solo invocando gli imperativi geo-economici che le amministrazioni statali possono rivendicare la loro autorità sui semplici uomini d’affari e sui loro concittadini in generale.

#### Le guerre economiche nel Duemila
I fondi sovrani la fanno da padrone in questo ambito, soprattutto quelli cinese e quelli di Singapore i quali, avvantaggiati dalla crisi economica che ha colpito le mature economie europee e statunitense, detengono quote significative di importantissime imprese fra cui, ad esempio, Morgan Stanley e Merrill Lynch .  Questi esempi dimostrano come non solo il debito pubblico dei Paesi capitalisti è oggi nelle mani dei cosiddetti Paesi emergenti, ma ormai anche una parte dello stesso prodotto interno lordo, attraverso il controllo dei capitali delle imprese o, come nel caso dell’Arabia Saudita, attraverso la creazione di ricchezze permessa dall’uso del petrolio arabo. Come è logico dedurre, il vantaggio strategico che ne deriva per questi Paesi è considerevole. Guerra economica e intelligence
Infine, c’è un’altra risorsa cruciale il cui controllo risulta determinante in un contesto di guerra economica: la conoscenza del livello tecnologico, del mercato di riferimento, di partner e concorrenti, in poche parole della strategia economica di imprese e Stati “nemici”, ossia dell’intelligence. Si tratta di una risorsa relativamente nuova, resa però fondamentale dallo sviluppo tecnologico degli ultimi decenni, al pari dei capitali finanziari necessari all’avvio e al mantenimento delle imprese, delle materie prime per la produzione e delle risorse umane impiegate. I programmi di intelligence economica gestiti e coordinati dallo Stato sono perciò diventati indispensabili per non subire ritardi inammissibili in un quadro concorrenziale sempre più competitivo e duro.

## La guerra economica per Paese

### Gli Stati Uniti
La posizione degli Stati Uniti in questa nuova epoca è molto chiara: la sicurezza nazionale dipende dalla potenza economica. Innanzitutto, come superpotenza del blocco uscito vincitore dalla Guerra fredda, già si trovava in una posizione privilegiata per comprendere prima di qualunque altro Paese il cambiamento in atto, anche in virtù degli investimenti sotto forma di sovvenzioni fatti nei decenni precedenti in ricerca e sviluppo, in modo da equipaggiare al meglio le proprie imprese per la concorrenza internazionale che si profilava all’orizzonte. In secondo luogo, il neoeletto Bill Clinton ha da subito messo in pratica questa “dottrina” della sicurezza nazionale dipendente dall’economia istituendo una “War room” direttamente collegata al Dipartimento del Commercio, come canale privilegiato di relazione fra lo Stato e le imprese per sostenere queste ultime nella competizione mondiale; allo stesso tempo, il Segretario di Stato Warren Christopher dichiarava ufficialmente che la “sicurezza economica” doveva essere elevata al rango di prima priorità della politica estera degli Stati Uniti d’America. Si può perciò parlare di una vera e propria dichiarazione di guerra economica da parte della prima potenza economica mondiale al resto del mondo, anche se mascherata da difesa degli interessi nazionali, in un mix originale e audace di principi liberali e mercantilisti.

## Dalla geopolitica alla geoeconomia
Quella che sembra essere un’unificazione finalmente pacifica di tutte le nazioni all’insegna del libero scambio non è altro, in realtà, che un presupposto per la conduzione di una nuova guerra, finalmente a carte scoperte e non più mascherata dalla contrapposizione militare fra blocchi della Guerra fredda: la guerra economica . Come molti analisti sottolineano, vi è in effetti uno spostamento delle politiche di potenza dal terreno militare e geopolitico, dove assumevano per l’appunto la forma di scontro fra blocchi anche in conflitti periferici, al terreno economico e commerciale, dove le nazioni si contendono l’accaparramento di risorse e mercati. Gli scambi commerciali, in quest’ottica, non sarebbero altro che una delle modalità della guerra nel momento in cui si indebolisce il suo fronte armato; perciò investimenti, sovvenzioni e azioni di penetrazione dei mercati esteri non sarebbero altro che l’equivalente delle dotazioni in armamenti, dei progressi tecnici del settore bellico e dell’avanzamento militare in territorio straniero. È evidente che siamo ben lontani dalle visioni degli intellettuali illuministi e ottocenteschi che auspicavano un “addolcimento” delle relazioni internazionali grazie al libero movimento di beni e idee. Sarebbe tuttavia riduttivo pensare che la geo-economia cancelli la geopolitica. Fra gli altri studiosi della questione, Christian Harbulot insiste sul fatto che esistono scacchieri diversi che si intersecano parzialmente: scambi armoniosi, guerra economica e mire geopolitiche possono coesistere e anche interagire, poiché si inscrivono in mondi dalle logiche autonome ma inevitabilmente legati fra loro. È dunque negli anni Novanta che avviene quella che possiamo definire come una vera e propria rivoluzione copernicana nell’ambito delle relazioni internazionali, che segna il passaggio da una geopolitica classica caratterizzata da Stati che lottano fra loro per il controllo di territori a una geo-economia (o guerra economica) in cui gli Stati si confrontano per il controllo dell’economia globale. Non si tratta esclusivamente di una considerazione di tipo intellettuale, elaborata dagli studiosi della materia, bensì di una constatazione ormai alla portata anche dell’opinione pubblica, tanto da essere ripresa addirittura in slogan pubblicitari. È questo il caso di un’impresa europea di elettronica che, in piena Prima guerra del Golfo, affermava: “la Terza guerra mondiale sarà una guerra economica: scegli fin d’ora le tue armi”.

### I nuovi attori della geoeconomia
Nel contesto di questa nuova geo-economia ad alto tasso concorrenziale, caratterizzata negli ultimi tre decenni da fenomeni quali la deregolamentazione, la rivoluzione tecnologica e la globalizzazione della finanza, è proprio l’arrivo di nuovi attori sulla scena del mercato ad aver rimescolato le carte in tavola e turbato quello che era un relativo ordine costituito. Si tratta perlopiù di Paesi che, forti di una nuova autonomia e indipendenza non solo politica, vogliono prendere parte alla spartizione di ricchezze ed entrare nelle dinamiche di arricchimento che fino a questo momento sono state esclusivo appannaggio del Nord del mondo. È grazie alla loro voce che la realtà della povertà emerge e si mostra a quel 2% di popolazione mondiale che beneficia del 50% della ricchezza totale. Nonostante sia in costante diminuzione, il fenomeno della povertà risulta comunque allarmante: 2,8 miliardi di persone vivono con meno di 2 dollari al giorno. In un mondo come quello odierno, caratterizzato dall’immediatezza dell’informazione e, come conseguenza, dalla sempre più ampia presa di coscienza dell’opinione pubblica delle dinamiche internazionali, la povertà viene a maggior ragione percepita come intollerabile. In questa lotta per la spartizione delle ricchezze, i nuovi Paesi emergenti (in primo luogo Brasile, Russia, India e Cina, ma a seguire anche il Sudest asiatico e molte nazioni africane) possono peraltro far tesoro dell’esperienza di predecessori come il Giappone e le Tigri asiatiche, la cui integrazione negli scambi internazionali ha significato arricchimento e aumento della potenza. Tuttavia la posta in gioco rappresentata dalle risorse è caratterizzata da una scarsità (assoluta per alcune, relativa per altre) tale per cui gli scambi si sono trasformati in competizione, ossia in guerra economica.
Geoeconomia e, potenza In questo scenario, il pensiero liberalista sull’indebolimento dello Stato viene necessariamente messo in discussione in quanto i recenti cambiamenti richiedono non solo una trasformazione del ruolo dello Stato rispetto all’economia ma anche della stessa natura dell’organismo Stato.
Il cambiamento della natura dello Stato prende origine, innanzitutto, da una trasformazione del concetto di potenza. Il concetto di potenza può essere scomposto in hard power e soft power, ovvero nelle due componenti di uso della forza e dell’influenza. In un contesto in cui gli Stati ricorrono sempre meno che in passato alla prima componente, perché più costosa sotto molti aspetti e addirittura meno efficace, la seconda componente prende il sopravvento e si manifesta sotto forma di guerra economica (anche se quest’ultima, in realtà, si porrebbe piuttosto al confine tra hard e soft power). Ecco perché per lo Stato è diventata sempre più importante la sua situazione economica, mentre i suoi investimenti in armamenti e dotazioni militari hanno progressivamente perso rilevanza. Le politiche di potenza odierne avranno allora la forma di sovvenzioni alle imprese perché queste possano godere di una posizione di favore sui mercati internazionali, del sostegno all’occupazione affinché la delocalizzazione non penalizzi il mercato interno e della diplomazia economica volta all’accaparramento di risorse scarse. Tradotte in termini di guerra economica, tali politiche di potenza significano, per uno Stato, assicurarsi l’indipendenza in termini di risorse, la capacità di difendersi di fronte alla minaccia commerciale o finanziaria rappresentata dagli altri Stati e un’attitudine all’intelligence, risorsa imprescindibile nell’odierna società della comunicazione. Secondo un’altra definizione, non si tratterebbe di altro se non della capacità di imporre la propria volontà agli altri (Stati) senza che questi possano imporre la propria, per quanto ciò possa essere possibile in un mondo in cui la dipendenza è sempre più dispersa e frammentata. La vera rivoluzione, quindi, non è altro che la trasformazione della potenza politica in potenza economica o, per meglio dire, la dipendenza della prima dalla seconda: gli Stati cercano innanzitutto di modificare le condizioni della concorrenza e di trasformare i rapporti di forza economici non solo per conservare posti di lavoro, ma soprattutto assicurarsi il proprio dominio tecnologico, commerciale, economico e, pertanto, politico.

## Gli obiettivi della guerra economica
Andando ad analizzare più nel dettaglio i singoli obiettivi della guerra economica, almeno per quanto riguarda i Paesi occidentali, il primo risulta essere di natura difensiva, ovvero il mantenimento dell’occupazione industriale nonostante l’ormai avvenuta terziarizzazione di queste società. Fra il settore secondario e quello terziario si cela infatti un forte legame, quello che Bernard Esambert definisce come “simbiosi industria-servizi”, dal momento che l’aumento dell’occupazione nel settore secondario si traduce in un corrispondente aumento dell’occupazione in quello terziario e, a fronte della richiesta di una sempre maggiore specializzazione dei lavoratori delle industrie ad alto coefficiente tecnologico, è evidente l’incremento di servizi quali la formazione e la consulenza .
La difesa, ovvero il mantenimento dei posti di lavoro nel settore dell’industria serve non solo a evitare la recessione economica, ma anche a contenere la disoccupazione e la sottoccupazione, due realtà la cui forte carica di destabilizzazione sociale rappresenta una minaccia per tutte le democrazie. A questo proposito, a causare la perdita più considerevole di posti di lavoro non sarebbero tanto le “delocalizzazioni” in senso stretto, quanto piuttosto le “non localizzazioni”, ossia l’apertura da parte delle aziende di filiali all’estero piuttosto che nel Paese in cui hanno sede e rispetto allo stesso mercato di destinazione delle merci prodotte. Emblematica di questa centralità del mantenimento  dell’occupazione nei discorsi sulla guerra economica è la prima campagna presidenziale di George W. Bush (ma anche di molti esponenti democratici in quello stesso frangente), in cui l’accordo nordamericano per il libero scambio veniva indicato come la causa di un dissanguamento occupazionale a favore del Messico. Altri esempi concreti in questo senso possono essere considerati l’impegno dell’esecutivo francese per salvare lo stabilimento di Gandrange del gruppo Arcelor-Mittal, nonostante il notevole sforzo economico richiesto alle casse dello Stato in quell’occasione, o il più recente accordo con Electrolux in Italia. La ragione che conduce a questo genere di decisioni è, ovviamente, elettorale, ma rivela anche un altro aspetto: nessun Paese può perdere il proprio potenziale di produzione, pena la dipendenza.
Quello delle delocalizzazioni è peraltro un discorso difficilmente accettabile agli occhi di qualsiasi elettorato e, quindi, sempre al centro del dibattito politico, visto che le conseguenze di disoccupazione, sottoccupazione, pressione salariale, disequilibrio della bilancia sociale e diminuzione dei consumi farebbero crollare i presupposti su cui si reggono le nostre società di consumo – anche se naturalmente vi è anche chi le difende, ad esempio l’Fmi, che tende piuttosto a evidenziare i vantaggi di produttività da esse generati. La politica di potenza, dunque, si concretizza al giorno d’oggi anche in politiche industriali volte alla conservazione di un controllo di tipo “territoriale” da parte dello Stato.
Il secondo obiettivo della guerra economica è invece di natura offensiva ed è la conquista di mercati, ma soprattutto di risorse limitate, la cosiddetta “corsa alle materie prime”. Infatti, l’approvvigionamento sicuro e continuo delle materie prime da parte degli Stati è l’unica garanzia per il mantenimento e magari per la crescita del loro livello economico.

### Il ruolo delle risorse naturali
In questa vera e propria guerra per le risorse, le più ambite sono le fonti di energia (petrolio, gas naturale, carbone, uranio per la produzione di energia nucleare, corsi d’acqua per la produzione di energia idroelettrica), la cui domanda è direttamente collegata allo sviluppo economico, nonché l’oggetto del contendere. Un certo spazio nelle dinamiche di potenza messe in atto sui mercati finanziari è tuttavia riservato anche alle derrate alimentari quali mais, riso, soia e grano. Quest’ultimo, in particolare, è oggetto di ogni sorta di speculazione e di lotte, scatenando i rapporti di potenza fra coloro che lo producono e coloro che ne hanno bisogno, determinando l’estrema attualità di quella che è, a tutti gli effetti, un’arma (alimentare).
Fa parte ormai della percezione comune il fatto che il petrolio sia all’origine di scontri economici molto duri, quando non di veri e propri conflitti armati. Risorsa scarsa, da sola rappresenta oltre il 35% del consumo energetico totale, principalmente da parte dei Paesi asiatici (30% del consumo mondiale), nordamericani (oltre il 28%) e dell’Unione Europea (oltre il 17%). La portata della guerra economica in corso è ben illustrata dalla doppia tensione fra Stati produttori/Stati consumatori da un lato e, dall’altro, Stati la cui domanda si stabilizza/Stati la cui domanda aumenta. Si tratta di una tensione che nasconde peraltro la prospettiva futura di conflitti anche armati (si pensi ai precedenti delle due guerre del Golfo). La lotta feroce che contrappone Stati Uniti e Cina per il petrolio africano, ma anche per altre risorse del sottosuolo (vari metalli rari e pietre preziose), è un altro esempio di questa guerra economica. La Cina ha iniziato a investire nell’Africa sub-sahariana solo dalla fine della Guerra fredda ma ne è ormai diventata il terzo partner commerciale dietro a Stati Uniti e Francia, anche se non sempre percepita positivamente dai governi locali a causa del suo atteggiamento predatore, al pari delle ex potenze coloniali e dell’Occidente più in generale. Il gigante cinese rappresenta bene l’inversione dei rapporti di forza in atto tra Paesi occidentali e Paesi emergenti, BRIC in testa. Tali Stati, un tempo esclusivamente produttori e fornitori delle materie prime necessarie  al Nord industrializzato, stanno ora risalendo la gerarchia mondiale grazie a un aumento del controllo anche interno della propria produzione.
È evidente che questo risveglio del Sud del mondo rovescia completamente gli equilibri globali, anche perché si concretizza nel controllo non solo delle risorse naturali, ma anche di intere società un tempo esclusivamente occidentali e oggi pervase in maniera sempre più massiccia da capitali di provenienza soprattutto araba e asiatica.